# Municipio de Susquehanna (Dakota del Sur)
El municipio de Susquehanna (en inglés: Susquehanna Township) es un municipio ubicado en el condado de Hutchinson en el estado estadounidense de Dakota del Sur. En el año 2010 tenía una población de 181 habitantes y una densidad poblacional de 1,99 personas por km².

## Geografía
El municipio de Susquehanna se encuentra ubicado en las coordenadas 43°23′3″N 98°3′14″O / 43.38417, -98.05389. Según la Oficina del Censo de los Estados Unidos, el municipio tiene una superficie total de 90.82 km², de la cual 90,82 km² corresponden a tierra firme y (0 %) 0 km² es agua.

## Demografía
Según el censo de 2010, había 181 personas residiendo en el municipio de Susquehanna. La densidad de población era de 1,99 hab./km². De los 181 habitantes, el municipio de Susquehanna estaba compuesto por el 98,9 % blancos y el 1,1 % eran de una mezcla de razas. Del total de la población el 0 % eran hispanos o latinos de cualquier raza.